# 故障容許度
故障容許度也称容错或容错性，是使系统在部分组件（一个或多个）发生故障时仍能正常运作的能力。系统的容错率则是允许错误出现的概率。
如果系统的运行质量全面降低，降低的幅度与故障程度成正比，相反的，設計時未考慮故障容許度的系统，在发生很小的故障时也可能完全故障。高可用性或生命攸關系統中尤为追求容错。系统部分故障时，维护功能的能力也称为柔性降级或從容退化（graceful degradation）。

## 相关概念
故障容许与极少故障的系统是不同概念。例如，西部電氣交叉开关系统的失效率为每四十年两小时，因此具有高度的防故障能力。但当故障发生时，它们将完全停止运行，因此并无故障容许。

## 拓展阅读
- Randell, Brian; Lee, P.A.; Treleaven, P. C. . ACM Computing Surveys. June 1978, 10 (2): 123–165. ISSN 0360-0300. doi:10.1145/356725.356729.
- P. J. Denning. . ACM Computing Surveys. December 1976, 8 (4): 359–389  [2018-04-13]. ISSN 0360-0300. doi:10.1145/356678.356680. （原始内容存档于2020-07-16）.
- Theodore A. Linden. . ACM Computing Surveys. December 1976, 8 (4): 409–445. ISSN 0360-0300. doi:10.1145/356678.356682.